# Gżira United F.C.
Gżira United Football Club malteški je nogometni klub iz maloga lučkoga gradića Gżira koji se nalazi u središnjoj Malti na njenoj istočnoj obali. Klub se trenutačno natječe u Malteškoj Premier ligi.

## Povijest
Klub je osnovan 1947. godine. Klub je tijekom sezone 1972./73. osvojio Maltese FA Trophy.

### Čudesna pobjeda protiv Hajduka
Dana 18. srpnja 2019. godine Gżira je igrala svoju drugu utakmicu protiv Hajduka Split na Poljudu u prvome kvalifikacijskome kolu za UEFA Europsku ligu 2018./19. Gżira je prvu utakmicu izgubila 0:2 što se smatralo normalnim rezultatom zbog velike financijske razlike između dva kluba. Hajduk je bio favorit na Poljudu te je za pobjedu Gżire ponuđen koeficijent 41. Hajduk je u prvome poluvremenu vodio 1:0. U 57. minuti brazilski napadač Jefferson zabio je za 1:1, a Hamed Koné u 69. minuti za 1:2, no taj rezultat još uvijek nije bio dovoljan za prolazak Gżire. U 96. minuti, zadnjoj minuti sudačke nadoknade, Hamed Koné zabio je za 1:3 čime je Gżira prošla dalje zbog pravila gola u gostima. Hajdukov trener Siniša Oreščanin smijenjen je 19. srpnja zbog šokantnoga ispadanja.
Gżira je ispala u drugome kvalifikacijskome kolu od latvijskoga kluba Ventspils sa sveukupnim rezultatom 2:6 (2:2, 0:4).

## Uspjesi
- Maltese FA Trophy
  -  (1): 1972./73.

## Utakmice na europskima natjecanjima
| Sezona    | Natjecanje                        | Kolo                    | Protivnik                | Doma      | U gostima | Ukupno           |  |
| --------- | --------------------------------- | ----------------------- | ------------------------ | --------- | --------- | ---------------- |  |
| 1973./74. | UEFA Kup pobjednika kupova        | 1. kolo                 | SK Brann                 | 0:2       | 0:7       | 0:9              |  |
| 2018./19. | UEFA Europska liga                | Predeliminacijsko kolo  | Sant Julià               | 2:1       | 2:0       | 4:1              |  |
| 2018./19. | UEFA Europska liga                | 1. kvalifikacijsko kolo | Radnički Niš             | 0:1       | 0:4       | 0:5              |  |
| 2019./20. | UEFA Europska liga                | 1. kvalifikacijsko kolo | Hajduk Split             | 0:2       | 3:1       | 3:3 (gg)         |  |
| 2019./20. | UEFA Europska liga                | 2. kvalifikacijsko kolo | Ventspils                | 2:2       | 0:4       | 2:6              |  |
| 2021./22. | UEFA Europska konferencijska liga | 1. kvalifikacijsko kolo | Sant Julià               | 1:1 (pr.) | 0:0       | 1:1 (5:3 pen.)   |  |
| 2021./22. | UEFA Europska konferencijska liga | 2. kvalifikacijsko kolo | Rijeka                   | 0:2       | 0:1       | 0:3              |  |
| 2022./23. | UEFA Europska konferencijska liga | 1. kvalifikacijsko kolo | Atlètic Club d'Escaldes  | 1:1       | 1:0 (pr.) | 2:1              |  |
| 2022./23. | UEFA Europska konferencijska liga | 2. kvalifikacijsko kolo | Radnički Niš             | 2:2       | 3:3 (pr.) | 5:5 (3:1 pen.)   |  |
| 2022./23. | UEFA Europska konferencijska liga | 3. kvalifikacijsko kolo | Wolfsberger AC           | 0:4       | 0:0       | 0:4              |  |
| 2023./24. | UEFA Europska konferencijska liga | 1. kvalifikacijsko kolo | Glentoran                | 2:2       | 1:1 (pr.) | 3:3 (14:13 pen.) |  |
| 2023./24. | UEFA Europska konferencijska liga | 2. kvalifikacijsko kolo | F91 Dudelange            | 2:0       | 1:2       | 3:2              |  |
| 2023./24. | UEFA Europska konferencijska liga | 3. kvalifikacijsko kolo | Viktoria Plzeň ili Drita |           |           |                  |  |

## Vanjske poveznice
- Profil, Soccerway
- Profil, Transfermarkt